# Tano Goya
Carlos Estanislao Goya (1 juni 1988) is een Argentijns golfprofessional.

## Amateur

### Gewonnen
- 2004: Abierto del Litoral
- 2005: Center Open, North Open
- 2006: Abierto del Litoral

## Professional
Goya werd in 2007 professional en won de Zuid-Amerikaanse Tourschool met negen slagen. Daarna won hij zijn eerste toernooi als professional, het Center Open, dat zowel voor de Challenge Tour als de Zuid-Amerikaanse Tour telt. Daarna werd hij nog derde bij het Argentijns Open en kwam op de eerste plaats van de Order of Merit.
Door het winnen van het Center Open had hij ineens een spelerskaart voor de Europese Challenge Tour, waar hij de Apulia San Domenico Grand Final won. Dit bezorgde hem een 5de plaats op de Order of Merit waardoor hij in 2009 op de Europese Tour mocht spelen. In maart won hij in Madeira, zodat hij tot eind 2010 een spelerskaart had. Eind 2013 verloor hij zijn speelrecht en moest hij terug naar de Tourschool. Met morele ondersteuning van zijn vriendin Carly Booth haalde hij de Finals.

### Gewonnen
Challenge Tour
- 2008: Center Open (telt ook voor de Tour de las Americas), Apulia San Domenico Grand Final
- 2009:  Madeira Island Open

Europese Tour
- 2009:  Madeira Island Open

Sunshine Tour
- 2014: Dimension Data Pro-Am

### Teams
- World Cup: 2009